# جائزة موناكو الكبرى 1970
جائزة موناكو الكبرى 1970 هو سباق فورمولا 1 أقيم بتاريخ 10 مايو 1970 في حلبة موناكو، مونت كارلو. كان الثالث من أصل 13 في بطولة العالم لسباقات الفورمولا واحد موسم 1970. حلّ النمساوي يوخن ريندت أولا بينما جاء الأسترالي جاك برابهام في المركز الثاني وحصل على المركز الثالث الفرنسي هنري بيسكارولو.